# Calatola microcarpa
Calatola microcarpa är en tvåhjärtbladig växtart som beskrevs av Howard Scott Gentry och Duno & J.Janovec. Calatola microcarpa ingår i släktet Calatola och familjen Icacinaceae. Inga underarter finns listade i Catalogue of Life.